# Kenya International 2005
Die Kenya International 2005 im Badminton fanden vom 21. bis zum 24. April 2005 in Mombasa statt.

## Sieger und Platzierte
| Disziplin    | Gold                            | Silber                           | Bronze                            |
| ------------ | ------------------------------- | -------------------------------- | --------------------------------- |
| Herreneinzel | Abhinn Shyam Gupta              | Aamir Ghaffar                    | Jan Fröhlich                      |
| Herreneinzel | Abhinn Shyam Gupta              | Aamir Ghaffar                    | Jan Vondra                        |
| Dameneinzel  | Trupti Murgunde                 | Amrita Sawaram                   | Shama Aboobakar                   |
| Dameneinzel  | Trupti Murgunde                 | Amrita Sawaram                   | Rita Njeri Ndungu                 |
| Herrendoppel | Jan Fröhlich Jan Vondra         | Chris Dednam Roelof Dednam       | Stephan Beeharry Édouard Clarisse |
| Herrendoppel | Jan Fröhlich Jan Vondra         | Chris Dednam Roelof Dednam       | Edwin Ekiring Abraham Wogute      |
| Damendoppel  | Shama Aboobakar Amrita Sawaram  | Fiona Nakalema Fiona Ssozi       | Naomi Kemunto Rita Njeri Ndungu   |
| Damendoppel  | Shama Aboobakar Amrita Sawaram  | Fiona Nakalema Fiona Ssozi       | Niece Chisenge Ogar Siamupangila  |
| Mixed        | Édouard Clarisse Amrita Sawaram | Stephan Beeharry Shama Aboobakar | Fred Gituku Anna Maina            |
| Mixed        | Édouard Clarisse Amrita Sawaram | Stephan Beeharry Shama Aboobakar | Abraham Wogute Sauda Nabawesi     |